# Гора (Никольский район)
Гора — деревня в Никольском районе Вологодской области.
Входит в состав Краснополянского сельского поселения, с точки зрения административно-территориального деления — в Краснополянский сельсовет.
Расстояние до районного центра Никольска по автодороге — 13 км. Ближайшие населённые пункты — Селиваново, Носково, Россохино.
По данным переписи в 2002 году постоянного населения не было.